# Hydrotaea lasiophthalma
Hydrotaea lasiophthalma este o specie de muște din genul Hydrotaea, familia Muscidae, descrisă de Malloch în anul 1919. Conform Catalogue of Life specia Hydrotaea lasiophthalma nu are subspecii cunoscute.